# Vaejovis nigrofemoratus
Espèce
Vaejovis nigrofemoratus est une espèce de scorpions de la famille des Vaejovidae.

## Distribution
Cette espèce est endémique d'Oaxaca au Mexique. Elle se rencontre vers San Vicente Lachixío.

## Description
Les mâles mesurent de 18,1 à 19,3 mm et les femelles de 18,7 à 20,3 mm.

## Publication originale
- Hendrixson & Sissom, 2001 : « Descriptions of two new species of Vaejovis C.L. Koch, 1836 from Mexico, with a redescription of Vaejovis pusillus Pocock, 1898 (Scorpiones: Vaejovidae). » Scorpions 2001: in memoriam Gary A. Polis, British Arachnological Society, Burnham Beeches, p. 215-223.